# 4-й військовий округ (Третій Рейх)

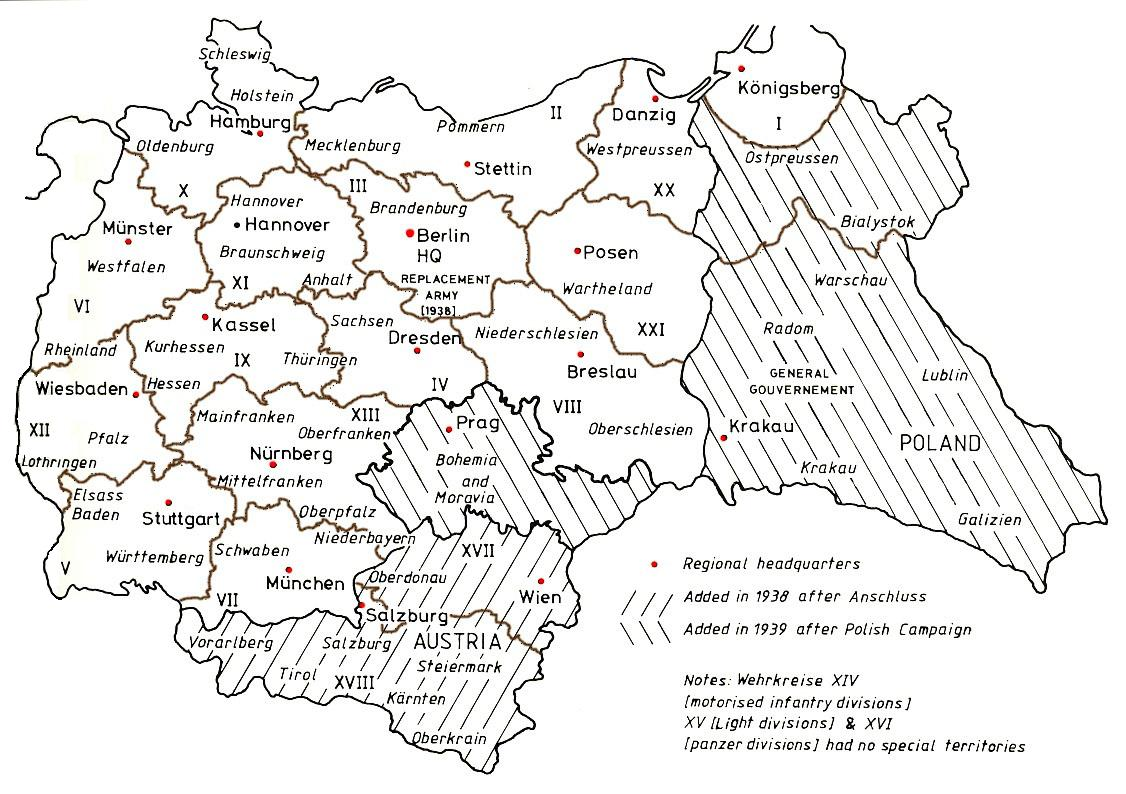
Карта військово-адміністративного розподілу Третього Рейху на 1944 рік

4-й військовий округ (нім. Wehrkreis IV) — одиниця військово-адміністративного поділу Збройних сил Німеччини за часів Веймарської республіки та Третього Рейху.

## Командувачі

#### Рейхсвер
- генерал-лейтенант Георг-Людвіг Меркер (нім. Georg Ludwig Maercker) (30 вересня 1919 — 28 березня 1920);
- генерал-лейтенант Паулюс фон Штольцманн (нім. Paulus von Stolzmann) (28 березня 1920 — 16 червня 1921);
- генерал-лейтенант Альфред Мюллер (нім. Alfred Müller) (16 червня 1921 — 29 жовтня 1925);
- генерал-лейтенант Ріхард фон Павельш (нім. Richard von Pawelsz) (29 жовтня 1925 — 31 травня 1926);
- генерал-лейтенант Еріх Велльварт (нім. Erich Wöllwarth) (1 червня 1926 — 1 січня 1929);
- генерал від інфантерії Едвін фон Штюльпнагель (нім. Edwin von Stülpnagel) (1 січня 1929 — 1 листопада 1931)
- генерал-лейтенант, барон Курт Людвіг фон Гінант (нім. Curt Ludwig Freiherr von Gienanth) (1 листопада 1931 — 30 вересня 1933).

#### Вермахт
- генерал-лейтенант, з 1 жовтня 1935 генерал від інфантерії Вільгельм фон Ліст (нім. Wilhelm List) (1 жовтня 1933 — 4 лютого 1938);
- генерал від інфантерії Віктор фон Шведлер (нім. Viktor von Schwedler) (4 лютого 1938 — 26 серпня 1939);
- генерал від інфантерії, барон Александр фон Фалькенгаузен (нім. Alexander Freiherr von Falkenhausen) (1 вересня 1939 — 20 травня 1940);
- генерал від інфантерії Еріх Велльварт (нім. Erich Wöllwarth; 20 травня 1940 — 30 квітня 1942);
- генерал від інфантерії Вальтер Шрот (нім. Walter Schroth) (30 квітня 1942 — 1 березня 1943);
- генерал від інфантерії Віктор фон Шведлер (1 березня 1943 — 31 січня 1945);
- генерал від інфантерії Ганс Вольфганг Райнгард (нім. Hans Wolfgang Reinhard) (31 січня — 10 квітня 1945);
- генерал танкових військ Вальтер Крюгер (нім. Walther Krüger) (10 квітня — 8 травня 1945).